# Trance Remixes (Special Edition) (2 Unlimited-album)
A Trance Remixes (Special Edition) az 1991-ben alakult holland 2 Unlimited duó Trance remixeket tartalmazó válogatásalbuma, mely Japánban jelent meg. 

## Az album dalai
| #   | Cím                                                | Hossz |
| --- | -------------------------------------------------- | ----- |
| 1.  | "No Limit" (Moon Project Remix Edit)               | 3:49  |
| 2.  | "Twilight Zone" (PK Hard Trance Radio Edit)        | 3:18  |
| 3.  | "Tribal Dance" (Tribal Trance Mix)                 | 8:03  |
| 4.  | "Maximum Overdrive" (KG Hitman Remix)              | 8:07  |
| 5.  | "Get Ready for This" (Yves De Ruyter Edit)         | 3:16  |
| 6.  | "Let the Beat Control Your Body" (Mistral Mix)     | 7:31  |
| 7.  | "Workaholic" (K-Groove Trance Mix) (8:17)          | 8:17  |
| 8.  | "The Real Thing" (Trance Mix Edit) (4:00)          | 4:00  |
| 9.  | "The Magic Friend" (Black Joker Trance Mix) (3:46) | 3:46  |
| 10. | "Maximum Overdrive" (Horny Horns Vocal Radio Edit) | 3:44  |
| 11. | "No Limit" (Push's Trancendental Remix)            | 8:06  |
| 12. | "Twilight Zone" PK Hard Trance Remix)              | 8:10  |
| 13. | "Get Ready For This (Sunclub Radio Mix)"           | 3:34  |
| 14. | "Twilight Zone" (R-C Extended Club Mix)            | 7:21  |